# The Best Day
The Best Day è il quarto album in studio da solista del musicista statunitense Thurston Moore (chitarrista dei Sonic Youth), pubblicato nel 2014.

## Tracce
1. Speak to the Wild – 8:30
2. Forevermore – 11:15
3. Tape – 5:54
4. The Best Day – 4:31
5. Detonation – 2:56
6. Vocabularies – 4:31
7. Grace Lake – 6:53
8. Germs Burn – 5:52

## Formazione
- Thurston Moore - chitarre, voce
- James Sedwards - chitarra
- Debbie Googe - basso
- Steve Shelley - batteria